# Ekei Essien Oku
Ekei Essien Oku (Calabar, 1º de janeiro de 1924) é uma bibliotecária e historiadora aposentada nigeriana. Ela foi uma das primeiras bibliotecárias licenciadas da Nigéria e a primeira mulher a ser bibliotecária-chefe na Nigéria. Ela publicou uma pesquisa sobre a história da Nigéria com base no relato de missionários que datavam a formação das cidades no século XVII. 

## Vida
Oku nasceu em Calabar, em 1924. Grande parte da sua educação ocorreu na Nigéria, sendo que entre 1942 e 1946 estudou no Queen's College, em Lagos (Nigéria). Ela trabalhou como professora antes de trabalhar como bibliotecária, tendo sido enviada a Londres para treinar o ofício na University of North London. Ela voltou para seu país de origem, onde se tornou a primeira mulher da Nigéria a se tornar uma bibliotecária licenciada, em 1953. Isso aconteceu somente dois anos após o primeiro homem, Kalu Chima Okorie, em 1951. Mais tarde, em 1964, ela se tornou a primeira bibliotecária-chefe na Nigéria, ocupando o cargo em Calabar e em Lagos.
Oku pesquisou e escreveu o livro Os reis e chefes do Velho Calabar (1785-1925), publicado em 1989. Ela estudou os registros dos missionários, inclusive na época da revolta de escravos, e acredita que os escravos apoiavam seus senhores. Quando seus senhores foram mortos, embora os escravos desejassem liberdade, eles ainda desejavam encontrar justiça ou vingança.
Oku foi retratada pela BBC em um estudo de meia hora sobre sua vida e obra no programa "African Perspective".